# Mezőcsokonya
Mezőcsokonya é um município da Hungria, situado no condado de Somogy. Tem 30,78 km² de área e sua população em 2019 foi estimada em 1.183 habitantes.